# Élections locales nord-coréennes de 2023
Les élections locales nord-coréennes de 2023 ont lieu le 26 novembre 2023 afin d'élire les membres des assemblées populaires des provinces, des comtés et des villes de Corée du Nord.
Les élections sont organisées dans le cadre d'un système à Parti unique, le pays étant explicitement « sous la direction du Parti du travail de Corée » par la constitution de 1972.
Le scrutin est remarqué pour la baisse de la participation, qui passe de 99,98 en 2019 à 99,63 % en 2023. Les candidats du parti ne recueillent ainsi que de 99,91 % des voix pour ceux des assemblées populaires de province et 99,87 % pour ceux des assemblées populaires des villes et des comtés. De tels taux de votes non exprimés envers les candidats du parti, respectivement de 0,09 et 0,13 %, n'étaient pas arrivés depuis les années 1960, et ce alors même que le scrutin intervient après une révision de la loi électorale permettant à plusieurs candidats — toujours choisis par le parti — de se présenter pour un même siège, dans le but de renforcer la légitimité du gouvernement. Le scrutin ne s'effectue par ailleurs pas à bulletin secret, les électeurs votant pour ou contre les candidats du parti via deux urnes séparés, l'une verte et l'autre rouge, visibles de tous,,.